# Bipolaire stoornis
Een bipolaire stoornis, eerder manisch-depressieve stoornis of manisch-depressiviteit genoemd, is een chronische, psychische stoornis die wordt gekenmerkt door wisselende stemmingen, dan weer manie of een lichtere hypomanische gemoedstoestand, dan weer depressief. Een medicamenteuze behandeling is vaak noodzakelijk. Daarnaast kunnen voorlichting, psycho-educatie en zelfzorg een belangrijke rol spelen in de preventie van nieuwe episodes.
Het wordt gerekend tot het affectieve spectrum en komt bij 2-4% van de bevolking voor. Sommige patiënten zijn voor jaren vrij van episodes, anderen gaan van de ene episode naar de andere. De stemmingswisselingen kunnen af en toe optreden, met periodes van een normale stemming tussendoor, maar ook snel achter elkaar. Snelle en wisselende op elkaar volgende vormen van stemmingen heet "rapid cycling". Ook gemengde episodes kunnen optreden bij mensen met een bipolaire stoornis. Ook kan het zijn dat een manische periode jarenlang kan duren alvorens iemand in een depressie raakt.
De stoornis openbaart zich vaak voor het eerst tijdens of na de adolescentie al kan ze zich ook op latere leeftijd openbaren. Het accepteren van de diagnose door de patiënt is geen vanzelfsprekendheid omdat de symptomen vaak als deel van de persoonlijkheid worden gezien. De aandoening kan een grote invloed hebben op iemands leven.
In het verleden sprak men van manisch-depressieve stoornis, een term geïntroduceerd door de Duitse psychiater Emil Kraepelin. De aanduiding 'bipolair' werd in 1953 voor het eerste gebruikt door Karl Kleist. Deze minder stigmatiserende term benadrukt de tweepoligheid van de ziekte: extreem uitgelaten of juist extreem neerslachtig.

## Soorten

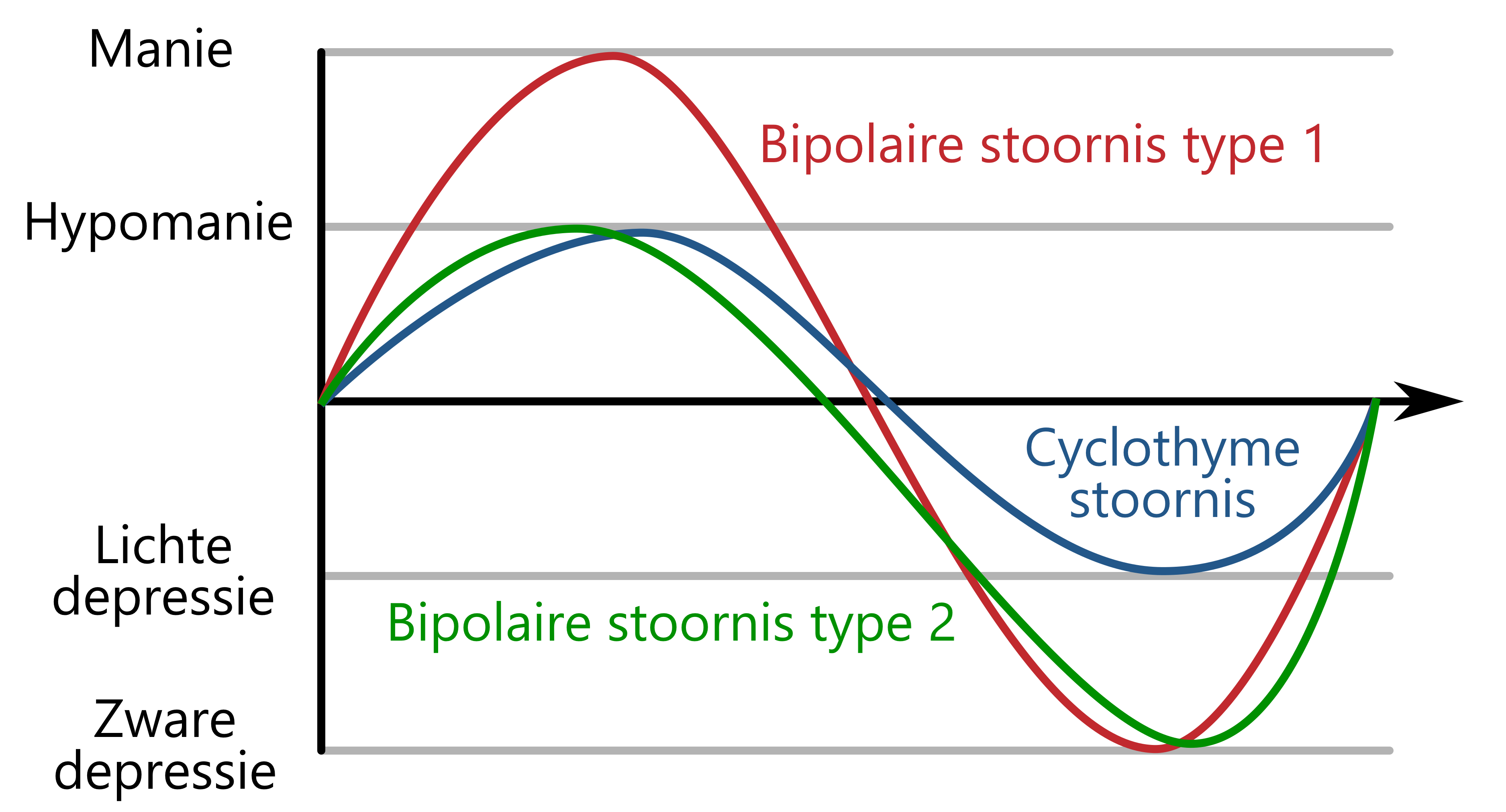
De drie typen bipolaire stoornissen

In de Diagnostic and Statistical Manual of Mental Disorders worden drie vormen van bipolaire stoornis onderscheiden:
- Bipolaire stoornis type 1: er treedt minimaal één manische of gemengde episode op, maar er kunnen ook hypomane of depressieve perioden optreden. Deze vorm komt het dichtst in de buurt van wat men vroeger "manisch-depressief" noemde.
- Bipolaire stoornis type 2: er is minimaal één episode van hypomanie en minimaal één depressieve episode. Er is geen manische of gemengde episode opgetreden.
- Cyclothyme stoornis: er treedt een reeks hypomane episoden op, onderbroken door episoden van lichtere depressie en uitputting.

Verder wordt in het handboek ook nog melding gemaakt van een restgroep: bipolaire stoornis niet anderszins omschreven. Hieronder vallen stoornissen die wel kenmerken van een bipolaire stoornis hebben, maar niet in de bovenstaande indeling passen.

## Symptomen

### (Hypo)manische episode
Deze symptomen kunnen zowel voorkomen in een manische als in een hypomanische episode. Vaak zijn ze in een manie wel sterker aanwezig. Een hypomanische episode gaat soms ook onopgemerkt voorbij.
- Verhoogd gevoel van geluk
- Het gevoel hebben de hele wereld aan te kunnen, erg zelfverzekerd zijn
- Euforie
- Verhoogd energiepeil met tegelijk een verminderde behoefte aan slaap
- Snel praten
- Impulsiviteit
- Ondoordachte aankopen
- In een opwelling belangrijke beslissingen nemen
- Hyperseksualiteit
- Makkelijk irriteerbaar

### Manische episode
Een manische episode heeft een grote invloed op het functioneren van de patiënt. Symptomen zoals hierboven beschreven zijn duidelijk in sterkere mate aanwezig. In ernstige gevallen ontstaat een psychose. Daarbij verliest de patiënt alle contact met de realiteit. In zo'n geval is een (gedwongen) opname in een psychiatrisch ziekenhuis vaak onvermijdelijk. Een persoon die een manische fase doormaakt kan een gevaar zijn voor zichzelf en voor anderen.

### Depressieve episode
De symptomen van een depressieve episode als onderdeel van een bipolaire stoornis zijn grotendeels hetzelfde als die van een klinische depressie. Toch heeft een bipolaire depressie zijn eigen kenmerken.

### Gemengde episode
Tijdens een gemengde episode treden zowel symptomen van depressie als van (hypo)manie op. De combinatie van impulsiviteit en depressieve gevoelens verhoogt het risico op suïcide.

## Behandeling
Een bipolaire stoornis is een chronische, ongeneeslijke aandoening. De kans op een terugval is bij de stoornis vrij groot. Het gevaar bestaat erin dat wanneer men stopt met de behandeling, er nieuwe episodes ontstaan. Hoe langer men stabiel blijft, hoe kleiner de kans wordt op een volgende manie of depressie.
De biochemische achtergrond is nog steeds onduidelijk. Een verstoord monoamineneurotransmitter systeem in het limbisch systeem van de hersenen verantwoordelijk voor de emoties is de meest waarschijnlijke oorzaak. Er zijn afwijkende niveaus gevonden in de neurotransmitter noradrenaline bij sommige patiënten. Er is minder serotonine receptor binding bij depressie aangetoond. En de negatieve invloed van het stresshormoon cortisol met een hogere gevoeligheid voor tryptofaantekorten in de voeding spelen een rol in de stoornis. Verhoogde glucocorticoïden veroorzaakt door stress kan atrofie of afname van zenuwcellen in onder andere de hippocampus veroorzaken. Een tekort aan dopamine is sterk gelinkt aan depressie en te veel aan manie.
Onderzoek uit de jaren 1970 wijst naar een relatief hoge acetylcholine activiteit ten opzichte van een lage noradrenaline activiteit. Acetylcholine is als primaire neurotransmitter in het parasympathisch zenuwstelsel verantwoordelijk voor het activeren van spijsvertering en voortplanting terwijl noradrenaline een belangrijke neurotransmitter is in het orthosympathisch zenuwstelsel dat verantwoordelijk is voor het activeren van de vecht-of-vluchtreactie. Het ene leidt tot depressie, het andere tot manie.
Onderzoek aan het begin van de eenentwintigste eeuw richtte zich meer op intercellulaire communicatie tussen de zenuwcellen en de verhoogde G-proteïne en PKC, Glycogen synthase kinase 3 activiteit. Lithium reguleert deze communicatie, de neuroplasticiteit verbetert en het volume en zenuwceldichtheid van onder andere de prefrontale cortex in de hersenen wordt vergroot. Het manisch gedrag neemt daardoor af.

### Medicamenteuze behandeling
Behandeling van een acute episode wordt meestal door middel van medicatie en psychiatrische begeleiding gedaan. Anders dan bij een depressie vergt een bipolaire stoornis vaker medicamenteuze behandeling. Een opname is soms, en dan vooral in manische episodes, geboden. Er zijn verschillende soorten medicatie die men gebruikt: onder andere stemmingsstabilisatoren, antidepressiva en antipsychotica. Lithiumcarbonaat is de meest bekende stemmingsstabilisator. Het werkt vaak goed maar heeft belangrijke nadelen. De dosis dient namelijk zorgvuldig bepaald en gecontroleerd te worden omdat er een risico op vergiftiging bestaat. Andere stemmingsstabiliserende middelen worden ook gebruikt bij epilepsie. Voorbeelden zijn lamotrigine, valproïnezuur en carbamazepine. De stemmingsstabilisatoren beïnvloeden het doorgeven van signalen in de cellen en verlagen de manie in de hersenen.
Voor de behandeling van manieën worden vooral atypisch antipsychoticum zoals aripiprazol, quetiapine, olanzapine, risperidon of het klassieke antipsychoticum haloperidol voorgeschreven. Een zware manie of depressie kunnen psychotische symptomen opwekken. Antipsychotica beïnvloeden de dopaminereceptoren en dus opname van dopamine.
Bij depressies worden antidepressiva terughoudend gebruikt, omdat hier het risico bestaat dat deze middelen een manie uitlokken. Indien antidepressiva voorgeschreven worden, is dat vaak in combinatie met andere medicatie om dat risico te beperken en psychotherapeutische begeleiding . Antidepressiva verhogen de serotonine in de hersenen.
Men kan niet zonder ernstige risico's plotseling stoppen met medicatie. Ontwenningsverschijnselen en nieuwe ernstige episoden kunnen optreden. Afbouw en/of verandering van medicatiegebruik dient altijd in overleg met een arts gebeuren. Naast de al genoemde middelen worden ook angstdempende en kalmeringsmiddelen gebruikt. Als behandelingen met medicijnen onvoldoende werken bij een ernstige depressieve fase wordt soms elektroconvulsietherapie voorgesteld.
Ook als een patiënt stabiel is, is behandeling noodzakelijk. Dit in het kader van het voorkomen van nieuwe episoden, of het vroegtijdig herkennen van nieuwe episoden zodat sneller kan worden ingegrepen. Vaak wordt medicatie voor een langere periode en - niet uitzonderlijk levenslang - genomen. Dat vermindert de kans op herval aanzienlijk. Medicatietrouw is bij patiënten met een bipolaire stoornis niet altijd verzekerd. Soms is dat het gevolg van een (hypo)manische episode. Men voelt zich optimaal en denkt dat medicatie niet meer nodig is.

### Overige behandelingen
Regelmatig psychotherapeutisch contact kan medicatietrouw bevorderen en helpen een terugval te voorkomen. Cognitieve gedragstherapie kan helpen om te leren omgaan met stemmingswisselingen, met emotionele wonden en met verlies van persoonlijke relaties en helpt dus de levenssituatie te stabiliseren. Stress verhoogt de kans op terugval. Lichaamsbeweging, regelmatig slapen en een gezond dieet helpen te ontspannen. Technieken die een positieve invloed kunnen hebben zijn yoga, meditatie, mindfulness en het verleggen van de focus van een negatief zelfbeeld naar meer zelfmededogen.

### Voorlichting en zelfzorg
Preventie van nieuwe episodes is te bereiken door adequate begeleiding, voorlichting en zelfzorg. Wanneer men inzicht krijgt in de stoornis, verhoogt de therapietrouw en de zelfredzaamheid en wordt de kans op herval kleiner. De voorlichting kan onder andere bestaan uit het vertrouwd maken met de symptomen van (hypo)mane en depressieve episodes, zodat patiënten die snel kunnen herkennen. Ook de omgeving, familie en vrienden van een patiënt kunnen hier een belangrijke rol bij spelen. Hoe vroeger men een nieuwe episode herkent, hoe efficiënter en gemakkelijker eventuele behandeling kan plaatsvinden.
Een episode wordt vaak uitgelokt door bepaalde (al dan niet een combinatie van) factoren. De grootste groep daarvan zijn gebeurtenissen die ook personen zonder een bipolaire stoornis (on)gelukkig kunnen maken. Voorbeelden zijn relatiebreuk, overlijden van een dierbare, ontslag, financiële tegenslagen, eenzaamheid, familiale problemen, stress of een verstoord slaappatroon. Aan de andere kant kan bijvoorbeeld een nieuwe relatie of een promotie aanleiding geven tot een (hypo)manische episode. Ook narcose staat bekend als een uitlokkende factor voor een (hypo)manie.
Een stemmingsdagboek bijhouden waarin men elke dag aanduidt hoe men zich voelt en of er gebeurtenissen hebben plaatsgevonden die een uitlokkende factor kunnen zijn, is een efficiënt middel om een nieuwe episode vroegtijdig te herkennen. Dan kan men stappen ondernemen voordat de episode ernstiger, en dus moeilijker te behandelen wordt. De patiënt en zijn omgeving kunnen door ervaring en voorlichting op den duur leren wat aanleiding kan geven tot een nieuwe episode van ontregeling. Er zijn praktische gidsen geschreven die daarbij behulpzaam kunnen zijn.

## Prognose
De bipolaire stoornis is een ziekte die zich kenmerkt door de afwisseling tussen periodes van compleet of deels herstel en periodes waarin men terugvalt. Hoe vaker de bipolaire stoornis terugkeert, hoe slechter de prognose.
De diagnose van een bipolaire stoornis laat vaak vele jaren op zich wachten, en zelfs als de diagnose er is, blijft het moeilijk om herval te voorkomen. De stoornis verslechtert vaak gedurende het leven. Therapietrouw (het blijven nemen van medicatie) wordt gezien als een van de belangrijkste factoren die de kans op herval verminderen. De medicatie die gebruikt wordt bij de bipolaire stoornis veroorzaakt echter vaak bijwerkingen. Om deze, en om andere redenen (zoals het niet accepteren van de diagnose), nemen meer dan 75% van de patiënten hun medicatie inconsistent en wordt zo het risico op herval beduidend groter.
Patiënten waarbij sprake is van rapid cycling (vier of meer episodes per jaar) kennen de slechtste prognose, onder andere door zelfverminking en suïcide. Wanneer bipolaire stoornis in de familie voorkomt, is de kans op (hypo)manische episodes groter. Een vroegtijdig optreden van de ziekte en psychoses hebben ook een slechtere prognose.
De vroegtijdige herkenning en interventie verbeteren de prognose omdat symptomen dan minder erg zijn en beter reageren op therapie. Het optreden van de ziekte na de adolescentie wordt gelinkt aan een betere prognose voor beide geslachten, maar mannen hebben minder vaak last van depressies. Voor vrouwen blijken een goed sociaal functioneren voor de diagnose en het moederschap zelfmoordpogingen te voorkomen.
Het is belangrijk om in gedachte te houden dat een diagnose vaak pas jaren na het begin van de ziekte ontstaat. Er zijn gevallen waar mensen van middelbare leeftijd de diagnose pas kregen 20 jaar nadat ze zelf merkten dat er iets mis was. Nu wordt de ziekte veel sneller herkend.
Tijdens een manische episode worden vaak heel ambitieuze doelen gesteld. De symptomen maken echter dat ze gewoonlijk niet te bereiken zijn. Een op drie mensen met een bipolaire stoornis blijft werkloos voor een jaar volgend op een opname wegens manische symptomen. Depressieve symptomen tijdens en tussen episodes (die veel meer voorkomen dan hypomanische en manische symptomen) worden geassocieerd met een lager functioneel herstel, zoals lange periodes van werkloosheid.

### Suïcide
De bipolaire stoornis wordt gezien als een van de psychische stoornissen met het hoogste risico op zelfdoding. Geschat wordt dat minstens 30% van de mensen met een bipolaire stoornis minstens één poging in zijn leven doet, 20 keer vaker dan de gemiddelde populatie. Veel pogingen zijn succesvol. Naar schatting zal zo'n 15% van de personen met een bipolaire stoornis overlijden door suïcide. Vooral de verhoogde impulsiviteit, gecombineerd met depressieve gevoelens, leidt tot een verhoogd risico.
De levensverwachting van een persoon met een bipolaire stoornis is beduidend lager dan die van de gehele populatie: tussen de 9 en 20 jaar korter. Zelfdoding is slechts gedeeltelijk een verklaring voor de verlaagde levensverwachting. De meest voorkomende premature doodsoorzaken zijn cardiovasculaire aandoeningen, longziektes en diabetes. De oorzaak van de vervroegde sterfte wordt gezocht in onvoldoende gezondheidsgedrag en destructieve zelfmedicatie: overgewicht, roken, middelenmisbruik (alcohol) en weinig beweging, maar ook in biologische factoren als stress op het immuunsysteem en het orthosympathisch zenuwstelsel.

## Oorzaken
Een bipolaire stoornis wordt waarschijnlijk veroorzaakt door verschillende factoren die deels met elkaar samenhangen. Onderzoek heeft aangetoond dat genetische factoren en omgevingsfactoren tezamen een belangrijke rol spelen bij het ontstaan van bipolaire stoornissen. Moleculair-genetische studies wijzen op een heterogene aandoening met een complexe wijze van overerven.

### Biochemisch
Volgens verschillende onderzoeken naar biochemische factoren in relatie tot een bipolaire stoornis hebben noradrenaline, dopamine en serotonine een belangrijke rol bij deze stemmingsstoornis. Hiervan is een tekort bij een depressieve episode en waarschijnlijk een overvloed bij een manie.
Mogelijk is een andere oorzaak een tekort aan vetzuren zoals omega 3 in de kindertijd of in latere levensfasen. Deze vetzuren staan bekend als DHA en EPA. Er zijn conclusies en bevindingen uit onderzoeken waarin omega 3-vetzuren (EPA en DHA) worden toegepast op depressieve patiënten en/of patiënten met psychische aandoeningen zoals ADHD, bipolariteit, schizofrenie en autisme.

### Biogenetisch
Uit veel onderzoeken blijkt dat de individuele kwetsbaarheid c.q. erfelijkheid een belangrijke factor zou kunnen zijn voor een bipolaire stoornis. De kans op deze stemmingsstoornis is bijvoorbeeld groter wanneer naaste familieleden ook aan de stoornis lijden. De kans dat kinderen van een ouder met de bipolaire stoornis zelf ook lijden aan de bipolaire stoornis is 20%. Als beide ouders de bipolaire stoornis hebben dan is de kans dat kinderen de stoornis ontwikkelen 50%.

### Cognitief
Door verstoorde denkprocessen kan men een negatief zelfbeeld ontwikkelen wat bijdraagt aan een depressie. Door de cognitieve disfunctie kan de betrokkene een pessimistisch denkpatroon krijgen en zich bijvoorbeeld waardeloos voelen. Dit kan een depressie veroorzaken of een terugval en de duur bevorderen.

### Leertheoretisch
Door echt en vermeend falen kunnen mensen ervan overtuigd raken dat alles in het leven bij hen mislukt en dat zij geen grip meer hebben op het leven. Dit kan een factor zijn bij de ontwikkeling van een depressie. Er wordt dan gesproken over een ‘aangeleerde hulpeloosheid’.

### Object- verliestheoretisch
Dit is een psychoanalytische theorie die gaat over een onderbroken hechtingsproces tijdens de eerste 6 maanden van het leven. Na het verlaten of het scheiden van een belangrijk persoon in deze levensfase gaat het kind zich terugtrekken van anderen.

### Verstoorde ontwikkeling
Een psychoanalytische theorie stelt dat er tijdens de opvoeding van een kind een haat-liefdeverhouding zou kunnen ontstaan tussen het kind en de moeder/verzorger op weg naar onafhankelijkheid. De verzorgende zal het kind opdragen te gehoorzamen, ook wanneer dit ten koste gaat van diens behoeften en verlangens. Het kind wil aan de verwachtingen van de ouder(s) voldoen, maar tegelijkertijd is hij/zij kwaad over hun eisen. De bipolaire stoornis zou dan voortkomen uit de verstoorde ego-ontwikkeling waarbij woede zich naar binnen keert (depressie). Door de ontkenning van deze innerlijke depressie zou zich een spiegelbeeld manifesteren. Het aldus gevormde superego zou dan leiden tot manisch gedrag.

### Drugs en alcohol
Het is in de meeste gevallen zo dat bepaalde verslavende middelen die de stemming ontregelen, zoals drugs en alcohol, een bipolaire stoornis kunnen 'triggeren' en verder in de hand kunnen werken bij mensen die daarvoor gevoelig zijn.

### Verdere mogelijke oorzaken
A.L. Querido (psychiater) schrijft over de verschillen tussen psychische factoren en psychosociale factoren. Dit zijn respectievelijk interne, persoonsgebonden factoren en externe, omgevingsgebonden factoren, die invloed hebben op de binnenwereld.
Zowel positieve als negatieve gebeurtenissen, zoals promotie of echtscheiding, kunnen stress met zich meebrengen. Te veel stress (voor iemand die daar vatbaar voor is) kan bijdragen aan en de trigger zijn tot het ontstaan en terugkeren van de depressie of manie. Daarnaast is de sociale omgeving ook een belangrijke factor. Het is wetenschappelijk aangetoond dat iemand beter functioneert als hij deel uitmaakt van een groep (of netwerk) waarbinnen hij geaccepteerd en/of ondersteund wordt.
Bij psychische factoren gaat het onder andere over levensgebeurtenissen uit het verleden die niet goed verwerkt zijn (trauma). Naast het feit dat de kans op (niet-chronische) depressie vergroot wordt na een traumatische gebeurtenis, spelen problemen bij de verwerking ervan een rol bij het ontwikkelen van (chronische) manie of depressie. Het blokkeren van pijnlijke herinneringen en/of gevoelens kan leiden tot een verstoring in het gevoelsleven, en zo tot bipolariteit.